# Tim Hutten
Tim Hutten (Los Alamitos, 4 giugno 1985) è un pallanuotista statunitense, vincitore di una medaglia d'argento ai giochi olimpici di Pechino 2008 e di un oro ai Giochi Panamericani 2011. In Europa ha indossato le calottine del Vouliagmeni e dello Jadran Spalato.